# 鎮衛隊
镇卫队（：／ Jinwidae ?）是朝鲜高宗在知道训练队参与刺杀明成皇后后于 1895 年 9 月建立的大韩帝国军部队。

## 历史
镇卫队是一支部署在乡村的部队。起初，组建了两个营。一个营部署在全州，另一个部署在平壤。一个营包括军官在内不到 500 人。  1897年，国库为镇卫队拨款1万韩元。  1900年7月，镇卫队扩编为6个团。 由旧式军队组成的地方队于1900年9月并入镇卫队。到1901年8月，镇卫队有6个团18个营，总计18000人。第一团约有2000人。 然而，日俄战争以日本的胜利而结束后，镇卫队的数量逐渐减少。十八个营缩减为八个营，兵力不足三千人。 

## 解散
1907年日韩条约签署后，镇卫队原计划被解职。当侍卫队被解职，南大门之战发生时，得知了消息的镇卫队士兵与日军交战，不少镇卫队士兵与义兵一起抗日。 然而，镇卫队却按原计划被解职。到 1907 年 9 月 3 日，镇卫队的所有部队都被解散。 

## 目的
镇卫队是部署在乡村的军队。镇卫队与老式军队地方队一起参与部署地区的治安工作，镇压针对政府的叛乱，并抓捕该地区的罪犯。 

## 画廊

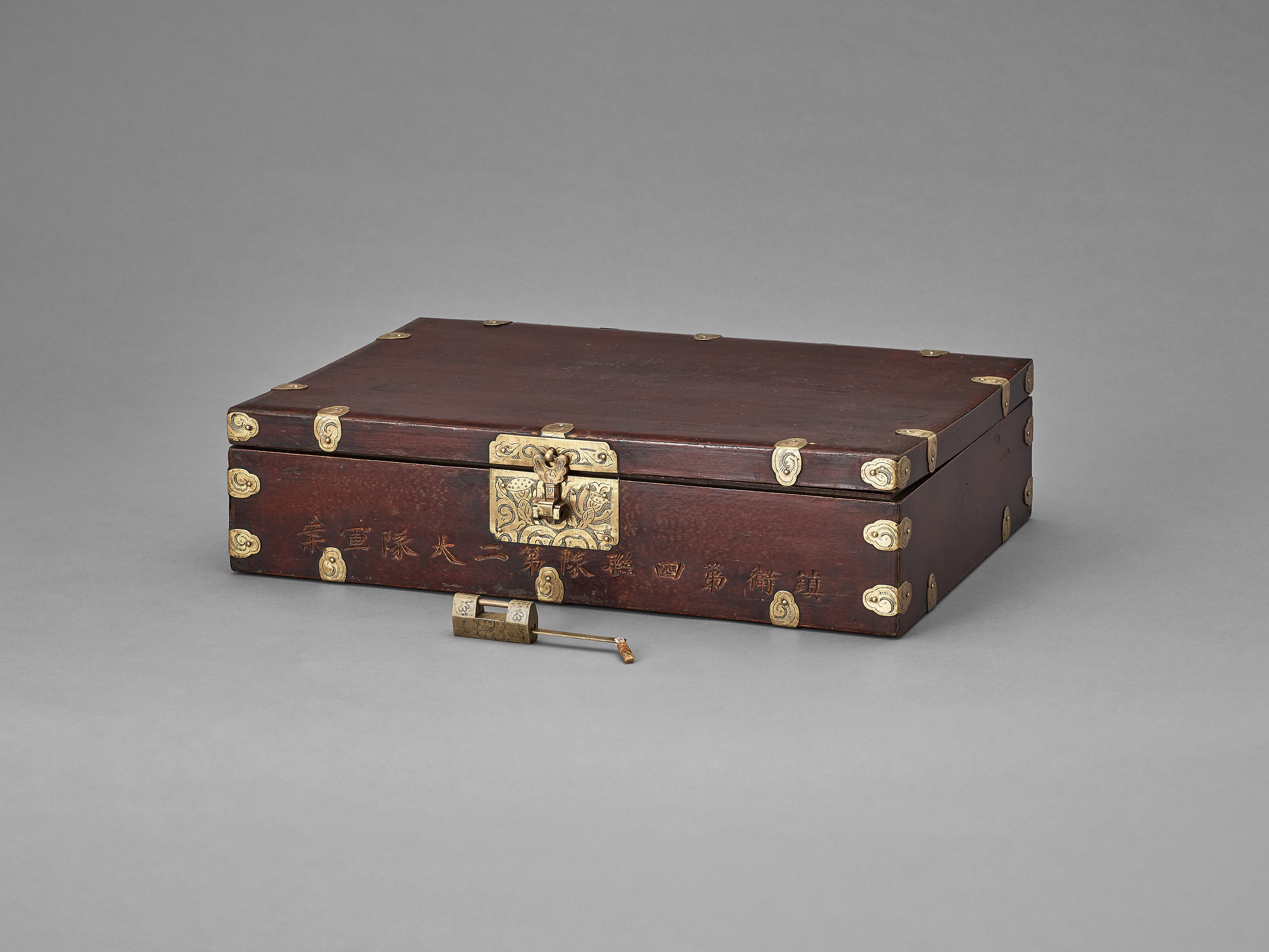
Military case of Jinwidae
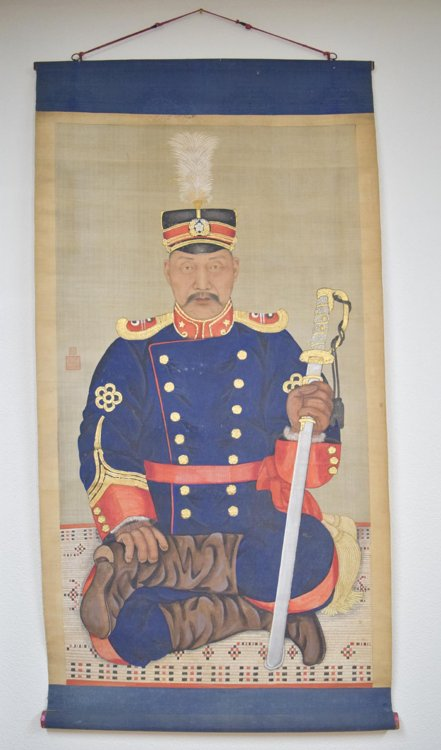
Painting of an officer of Jinwidae, Hwang Seok in his dress uniform
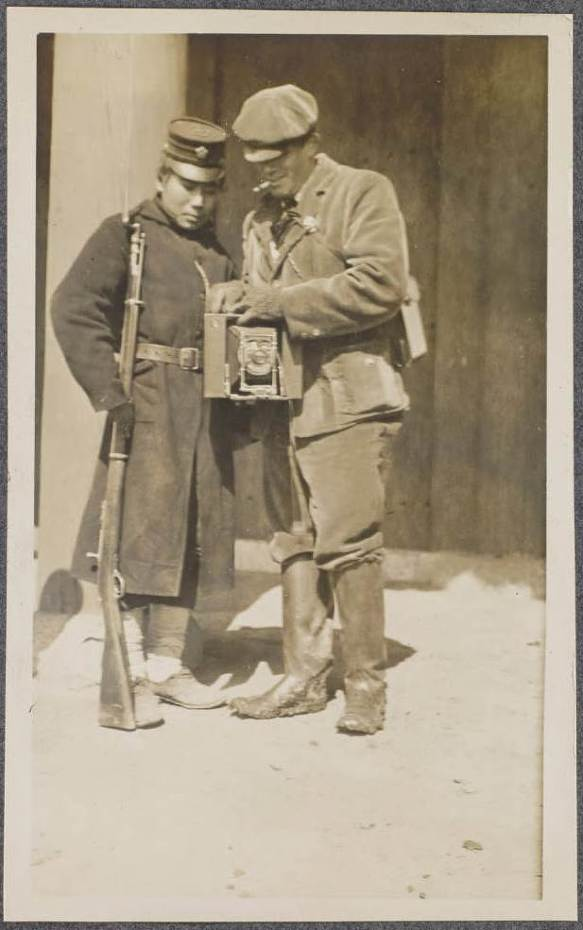
Jinwidae deployed in Pyeongyang
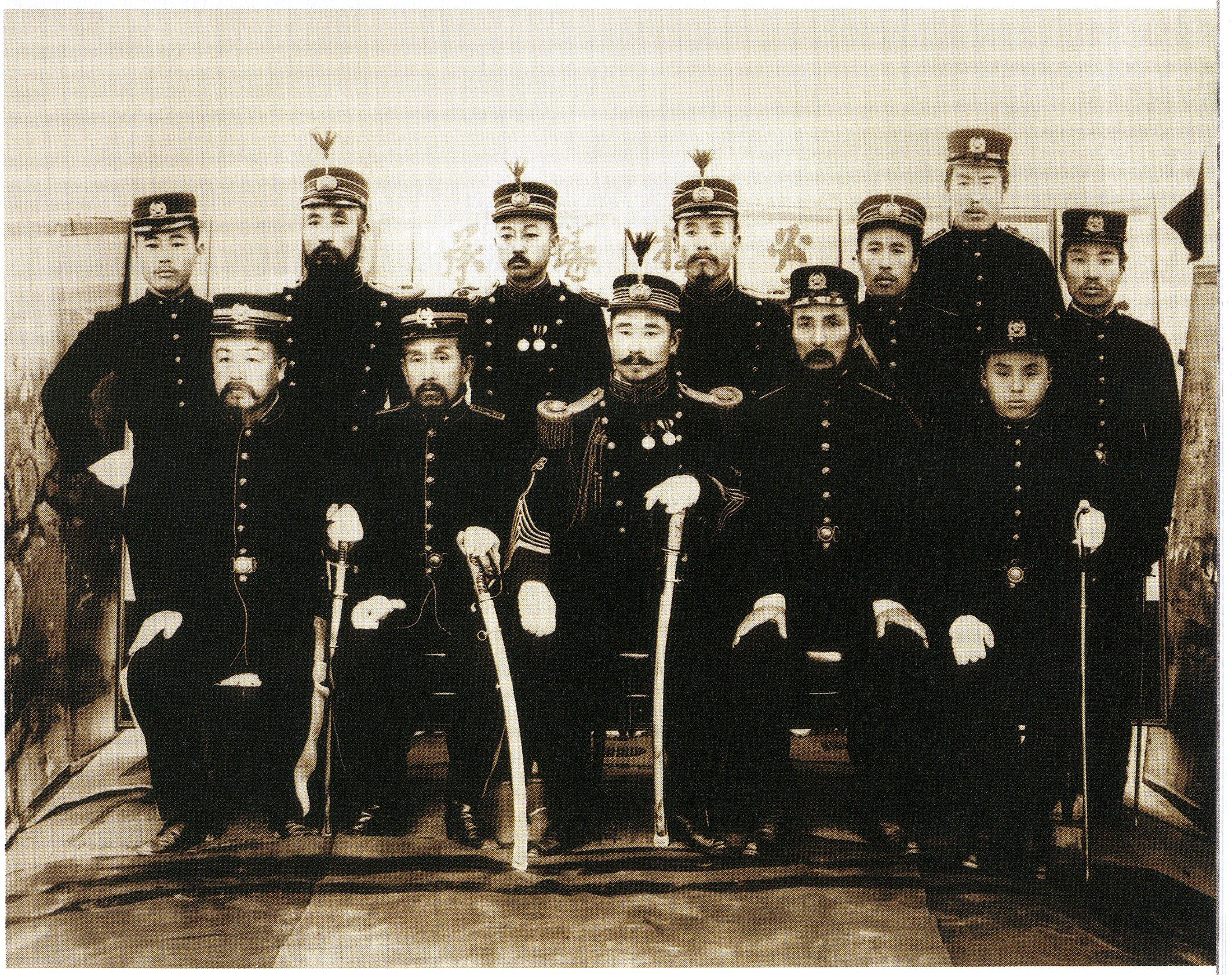
Ganghwa Jinwidae
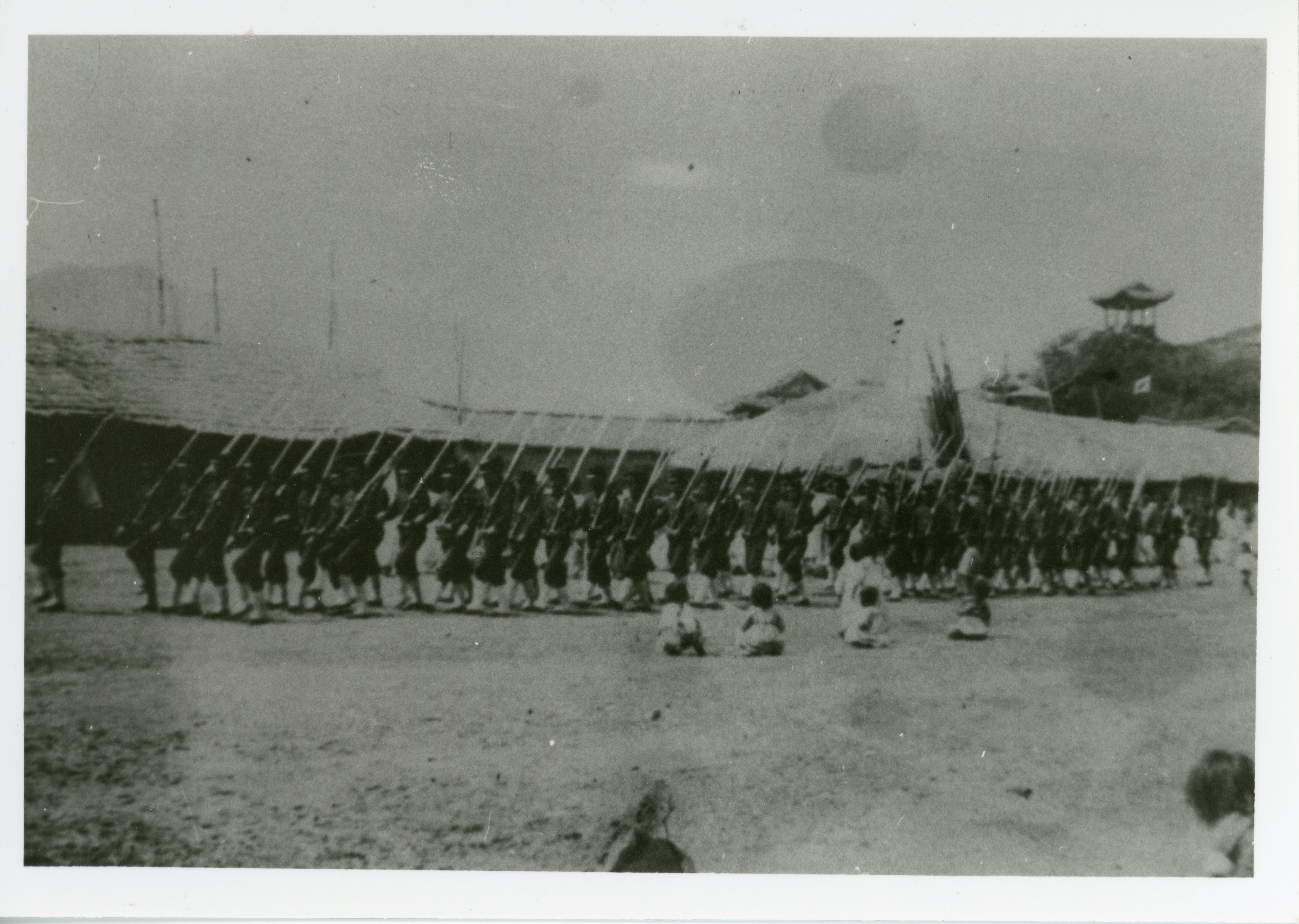
Jinwidae in Tongyoung before dissolution